# Тигран VI
Тигран VI (до 25 — після 68) — цар Великої Вірменії у 59—63 роках.

## Життєпис
Походив з династії Іродіадів. Син Александра, онука Ірода I, царя Юдеї. Його бабуся за материнської лінією належала до капподокійської та вірменської аристократії. Можливо, його мати належала до династії Арташекідів. Народився в Єрусалимі. Дитиною перебрався до Риму, де здобув тамтешню освіту, відійшов від юдаїзму. Тут одружився з фригійкою або еллінізоюваною єврейкою Опгаллі.
У 58 році римські війська на чолі із Корбулоном повалили вірменського царя Трдата I. У 59 році в Тигранакерті царем було оголошено Тиграна VI. Він розпочав проримську політику. Сприяв римським військам у війні з Парфією.
У 62 році вдерся до Адіабену, яку захопив, поваливши тамтешнього царя Монобаза II, васала Парфії. У відповідь проти Тиграна VI рушили парфянські війська на чолі із Вологезом I, який взяв в облогу Тигранакерт. У 63 році Тигран VI зрікся трону й втік до Римської імперії.
У 66 році імператор Нерон планував відновити Тиграна на троні, але цьому завадило Перше юдейське повстання. Помер після 68 року.

## Родина
- Гай Юлій Олександр, династ Кетіс Кілікійського
- Юлія, дружина Марка Планція Вара, римського сенатора